# N-decylacrylaat
n-decylacrylaat is een vloeibare organische verbinding met als brutoformule C13H24O2. De stof is irriterend voor de ogen, de huid en de luchtwegen. Ze is slecht oplosbaar in water.

## Chemisch
De stof is de ester van 1-decanol en acrylzuur. Als acrylaat kan n-decylacrylaat gebruikt worden om polymeren te maken.